# Coprosma
Genre
Classification phylogénétique
Coprosma est un genre de plante de la famille des Rubiacées. Les espèces de ce genre sont originaires de Nouvelle-Zélande, Hawaii, Bornéo, Java, Nouvelle-Guinée et dans les îles du Pacifique jusqu'à l'Australie et les Îles Juan Fernandez.
Beaucoup d'espèces sont des arbustes à petites feuilles persistantes mais quelques-unes sont des petits arbres arborant de plus grandes feuilles

## Espèces du genreCoprosma
Selon World Checklist of Selected Plant Families (WCSP) (21 févr. 2012) :
- Coprosma acerosa A.Cunn. (1839)
- Coprosma acutifolia Hook.f., J. Linn. Soc. (1857)
- Coprosma arborea Kirk (1878)
- Coprosma archboldiana Merr. & L.M.Perry (1945)
- Coprosma areolata Cheeseman (1885 publ. 1886)
- Coprosma atropurpurea (Cockayne & Allan) L.B.Moore (1974)
- Coprosma barbata Utteridge (2002)
- Coprosma baueri Endl. (1841)
- Coprosma benefica W.R.B.Oliv. (1935)
- Coprosma bougainvilleensis Gideon (2002)
- Coprosma brassii Merr. & L.M.Perry (1945)
- Coprosma × buchananii Kirk (1891 publ. 1892)
- Coprosma chathamica Cockayne (1902)
- Coprosma cheesemanii W.R.B.Oliv. (1935)
- Coprosma ciliata Hook.f. (1844)
- Coprosma colensoi Hook.f. (1864)
- Coprosma × conferta A.Cunn. (1839)
- Coprosma cookei Fosberg (1937)
- Coprosma crassifolia Colenso (1846)
- Coprosma crenulata W.R.B.Oliv. (1916 publ. 1917)
- Coprosma cuneata Hook.f. (1844)
- Coprosma cymosa Hillebr. (1888)
- Coprosma decurva Heads (1998)
- Coprosma depressa Colenso ex Hook.f. (1852)
- Coprosma divergens W.R.B.Oliv. (1942)
- Coprosma dodonaeifolia W.R.B.Oliv. (1935)
- Coprosma dumosa (Cheeseman) G.T.Jane (2005)
- Coprosma elatirioides de Lange & A.S.Markey (2003)
- Coprosma elegans Utteridge (2002)
- Coprosma elliptica W.R.B.Oliv. (1935)
- Coprosma ernodeoides A.Gray (1860)
- Coprosma esulcata (F.Br.) Fosberg (1956)
- Coprosma fatuhivaensis W.L.Wagner & Lorence (2011)
- Coprosma fernandeziana ined..
- Coprosma foetidissima J.R.Forst. & G.Forst. (1775)
- Coprosma foliosa A.Gray (1860)
- Coprosma fowerakeri D.A.Norton & de Lange (2003)
- Coprosma glabrata J.W.Moore (1933)
- Coprosma × gracilicaulis Carse (1930)
- Coprosma × gracilis A.Cunn. (1839)
- Coprosma grandifolia Hook.f. (1852)
- Coprosma hirtella Labill. (1805)
- Coprosma hookeri Stapf, Trans. Linn. Soc. London (1894)
- Coprosma huttoniana P.S.Green (1990)
- Coprosma inopinata I.Hutton & P.S.Green (1993)
- Coprosma intertexta G.Simpson (1945)
- Coprosma kauensis (A.Gray) A.Heller (1897)
- Coprosma × kirkii Cheeseman (1897)
- Coprosma laevigata Cheeseman, Trans. Linn. Soc. London (1903)
- Coprosma lanceolaris F.Muell. (1875)
- Coprosma linariifolia (Hook.f.) Hook.f. (1864)
- Coprosma longifolia A.Gray (1860)
- Coprosma lucida J.R.Forst. & G.Forst. (1775)
- Coprosma macrocarpa Cheeseman (1887 publ. 1888)
- Coprosma menziesii A.Gray (1860)
- Coprosma meyeri W.L.Wagner & Lorence (2011)
- Coprosma microcarpa Hook.f. (1852)
- Coprosma × molokaiensis H.St.John (1935)
- Coprosma montana Hillebr. (1888)
- Coprosma moorei F.Muell. ex Rodway (1894)
- Coprosma myrtifolia Noronha (1790)
- Coprosma × neglecta Cheeseman (1911 publ. 1912)
- Coprosma nephelephila J.Florence, Bull. Mus. Natl. Hist. Nat., B (1986)
- Coprosma niphophila Orchard (1987)
- Coprosma nitida Hook.f. (1847)
- Coprosma nivalis W.R.B.Oliv. (1935)
- Coprosma novaehebridae W.R.B.Oliv. (1935)
- Coprosma obconica Kirk (1899)
- Coprosma ochracea W.R.B.Oliv. (1935)
- Coprosma oliveri Fosberg (1968)
- Coprosma papuensis W.R.B.Oliv. (1935)
- Coprosma parviflora Hook.f. (1852)
- Coprosma pedicellata Molly, P.J.Lange & B.D.Clarkson (1999)
- Coprosma perpusilla Colenso (1889 publ. 1890)
- Coprosma persicifolia A.Gray (1860)
- Coprosma petiolata Hook.f., J. Linn. Soc. (1857)
- Coprosma petriei Cheeseman (1885 publ. 1886)
- Coprosma pilosa Endl. (1833)
- Coprosma polymorpha W.R.B.Oliv. (1935)
- Coprosma prisca W.R.B.Oliv. (1916 publ. 1917)
- Coprosma propinqua A.Cunn. (1839)
- Coprosma pseudociliata G.T.Jane (2005)
- Coprosma pseudocuneata W.R.B.Oliv. ex Garn.-Jones & Elder (1996)
- Coprosma pubens A.Gray (1860)
- Coprosma pumila Hook.f. (1852)
- Coprosma putida C.Moore & F.Muell. (1869)
- Coprosma pyrifolia (Hook. & Arn.) Skottsb. (1922)
- Coprosma quadrifida (Labill.) Rob. (1910)
- Coprosma raiateensis J.W.Moore (1933)
- Coprosma rapensis F.Br. (1935)
- Coprosma repens A.Rich. (1832)
- Coprosma reticulata J.Florence, Bull. Mus. Natl. Hist. Nat., B (1986)
- Coprosma rhamnoides A.Cunn. (1839)
- Coprosma rhynchocarpa A.Gray (1860)
- Coprosma rigida Cheeseman (1886 publ. 1887)
- Coprosma robusta Raoul, Ann. Sci. Nat. (1844)
- Coprosma rotundifolia A.Cunn. (1839)
- Coprosma rubra Petrie (1885)
- Coprosma rugosa Cheeseman (1906)
- Coprosma savaiiensis Rech. (1909)
- Coprosma serrulata Hook.f. ex Buchanan (1871)
- Coprosma setosa J.W.Moore (1933)
- Coprosma spathulata A.Cunn. (1839)
- Coprosma strigulosa Lauterb. (1908)
- Coprosma sundana Miq. (1857)
- Coprosma × tadgellii W.R.B.Oliv. (1935)
- Coprosma tahitensis A.Gray (1860)
- Coprosma talbrockiei L.B.Moore & R.Mason (1974)
- Coprosma tayloriae A.P.Druce ex G.T.Jane (2005)
- Coprosma temetiuensis W.L.Wagner & Lorence (2011)
- Coprosma tenuicaulis Hook.f. (1852)
- Coprosma tenuifolia Cheeseman (1885 publ. 1886)
- Coprosma ternata W.R.B.Oliv. (1935)
- Coprosma velutina Fosberg (1937)
- Coprosma virescens Petrie (1879)
- Coprosma waima A.P.Druce (1989)
- Coprosma waimeae Wawra (1874)
- Coprosma wallii Petrie (1925)
- Coprosma wollastonii Wernham, Trans. Linn. Soc. London (1916)